# 31778 Richardschnur
31778 Richardschnur este o planetă minoră (asteroid), cu un diametru de 3,038 km, din centura de asteroizi. A fost descoperită pe 12 mai 1999 la Experimental Test Site⁠(d) de Lincoln Near-Earth Asteroid Research. 
Obiectul prezintă o orbită caracterizată de o semiaxă mare de 2,3616682 UAi, o excentricitate de 0,09, o înclinație de 7,38944 ° în raport cu ecliptica.